# Colobanthus wallii
Colobanthus wallii är en nejlikväxtart som beskrevs av Donald Petrie. Colobanthus wallii ingår i släktet Colobanthus, och familjen nejlikväxter. Inga underarter finns listade i Catalogue of Life.